# 7158 IRTF
7158 IRTF eller 1981 ES8 är en asteroid i huvudbältet som upptäcktes den 1 mars 1981 av den amerikanska astronomen Schelte J. Bus vid Siding Spring-observatoriet. Den är uppkallad efter NASA Infrared Telescope Facility (NASA IRTF).
Asteroiden har en diameter på ungefär 10 kilometer och den tillhör asteroidgruppen Eos.